# Ciril Zabret
Ciril Zabret, slovenski generalmajor JLA, * 11. april 1935, Novo mesto. 

## Življenje in delo
Leta 1957 je v Beogradu končal Vojaško akademijo, 1966 VVA in 1975 Šolo ljudske obrambe. Opravljal je novinarska in uredniška dela, med drugim je bil glavni urednik slovenske izdaje revije Front ter razne naloge v JLA; bil pomočnik poveljnika 1. armade za moralno-politične in pravne zadeve v Beogradu in pomočnik načelnika Centra visokih vojaških šol v Beogradu, ter pomočnik načelnika štaba 5. vojaškega območja v Zagrebu (1990–1991). Julija 1991 je bil administrativno upokojen.